# Dornier Do 335
Dornier Do 335 Pfeil (în română: săgeata) a fost un avion de vânătoare-bombardament greu din timpul celui de-al Doilea Război Mondial fabricat de compania Dornier. Avionul avea o configurație de tip „trage-împinge” (o elice în față și una în spatele avionului). A fost cel mai rapid avion de vânătoare dotat cu motoare cu piston din timpul celui de-al Doilea Război Mondial, însă doar 37 de exemplare au fost fabricate până la sfârșitul războiului.